# جونکو تاناکا
جونکو تاناکا (انگلیسی: Junko Tanaka؛ زادهٔ ۲ اکتبر ۱۹۷۳) شناگر موزون اهل ژاپن است.